# Ямайка на летних Олимпийских играх 2004
Ямайка принимала участие в Летних Олимпийских играх 2004 года в Афинах (Греция) в пятнадцатый раз за свою историю и завоевала одну серебряную, две золотые и две бронзовые медали. Сборную страны представляли 25 женщин.

## Золото
- Лёгкая атлетика, женщины, 200 метров — Вероника Кэмпбелл-Браун.
- Лёгкая атлетика, женщины, 4×100 метров, эстафета — Шерон Симпсон, Элин Бейли, Вероника Кэмпбелл-Браун, Тайна Лоуренс и Беверли Макдональд.

## Серебро
- Лёгкая атлетика, мужчины, 400 метров — Дэнни Макфарлейн.

## Бронза
- Лёгкая атлетика, мужчины, 4×400 метров, эстафета — Сэнди Ричардс, Новлен Уильямс, Мишель Бургер, Надя Дэви и Ронетта Смит.
- Лёгкая атлетика, женщины, 100 метров — Вероника Кэмпбелл-Браун.